# 죽령로
죽령로(竹嶺路, Jungnyeong-ro)는 경상북도 영주시 가흥동 가흥 교차로와 충청북도 단양군 대강면 단양 나들목을 잇는 도로이다. 전 노선이 국도 제5호선과 국도 제36호선에 속해있으며, 영남 지방의 관문인 죽령을 통과한다.

## 역사
- 1992년 1월 17일 : 단양군 대강면 용부원리 160m 구간 개통[1]
- 2000년 1월 10일 : 영주시 안정면 내줄리 ~ 풍기읍 백리 7.02km 구간 확장 개통, 기존 6.05km 구간 폐지[2]
- 2005년 10월 31일 : 영주시 가흥동 ~ 안정면 신전리 5.44km 구간을 자동차 전용도로로 지정[3]
- 2005년 12월 21일 : 영주시 국도대체우회도로 (신전 ~ 가흥간 도로, 영주시 가흥동 ~ 안정면 신전리) 5.44km 구간 확장 개통, 기존 4.75km 구간 폐지[4]
- 2006년 11월 21일 : 단양IC ~ 단양간 도로(단양군 대강면 장림리 ~ 용부원리) 1.6km 구간 확장 개통[5]
- 2009년 7월 10일 : 2개 이상 시·도에 걸쳐 있는 도로로 죽령로를 고시[6]
- 2016년 12월 28일 : 풍기 ~ 도계간 도로(영주시 풍기읍 백신리 ~ 수철리) 5.1km 구간 확장 개통[7], 기존 2.0km 구간 폐지[8]

## 주요 경유지
경상북도
- 영주시 (가흥동 - 안정면 - 봉현면 - 풍기읍)

충청북도
- 단양군 대강면

## 노선
- (■): 자동차 전용도로 구간

| 이름                         | 접속 노선                                                      | 소재지        | 소재지                          | 비고                  |
| 영주로와 직결                | 영주로와 직결                                                  | 영주로와 직결 | 영주로와 직결                   | 영주로와 직결         |
| ---------------------------- | -------------------------------------------------------------- | ------------- | ------------------------------- | --------------------- |
| 가흥 교차로                  | 국도 제5호선 국도 제36호선 (경북대로)                          | 영주시        | 가흥동                          | 국도 제5, 36호선 구간 |
| 가흥육교                     |                                                                | 영주시        | 가흥동                          | 국도 제5, 36호선 구간 |
| 내줄 교차로                  | 장안로                                                         | 영주시        | 안정면                          | 국도 제5, 36호선 구간 |
| 내줄교                       |                                                                | 영주시        | 안정면                          | 국도 제5, 36호선 구간 |
| 신전 교차로                  | 신재로 장안로                                                  | 영주시        | 안정면                          | 국도 제5, 36호선 구간 |
| 신전육교                     |                                                                | 영주시        | 안정면                          | 국도 제5, 36호선 구간 |
| 안정1교 봉현육교             |                                                                | 영주시        | 봉현면                          | 국도 제5, 36호선 구간 |
| 봉현 교차로 (봉현1육교)      | 국가지원지방도 제28호선 (오현로) 지방도 제931호선 (소백로)     | 영주시        | 봉현면                          | 국도 제5, 36호선 구간 |
| 오현1육교 오현2육교 두산육교 |                                                                | 영주시        | 봉현면                          | 국도 제5, 36호선 구간 |
| 풍기교                       |                                                                | 영주시        | 봉현면                          | 국도 제5, 36호선 구간 |
| 풍기읍                       |                                                                | 영주시        |                                 | 국도 제5, 36호선 구간 |
| 백리 교차로                  | 기주로                                                         | 영주시        |                                 | 국도 제5, 36호선 구간 |
| 백동 교차로                  | 전구로                                                         | 영주시        |                                 | 국도 제5, 36호선 구간 |
| 새터 교차로                  | 죽령로1182번길                                                 | 영주시        |                                 | 국도 제5, 36호선 구간 |
| 백수 교차로                  | 국도 제5호선 국도 제36호선 (풍기 ~ 도계간 도로)                | 영주시        |                                 | 국도 제5, 36호선 구간 |
| (창락1리)                    | 옥동로                                                         | 영주시        |                                 |                       |
| 희방 교차로                  | 국도 제5호선 국도 제36호선 (풍기 ~ 도계간 도로) 죽령로1513번길 | 영주시        | 국도 제5, 36호선 구간           |                       |
| 희방삼거리                   | 죽령로1720번길                                                 | 영주시        | 국도 제5, 36호선 구간           |                       |
| 소혼교                       |                                                                | 영주시        | 국도 제5, 36호선 구간           |                       |
| 죽령                         |                                                                | 영주시        | 국도 제5, 36호선 구간 해발 696m |                       |
| 죽령                         | 단양군                                                         | 대강면        | 국도 제5, 36호선 구간 해발 696m |                       |
| 보국사교 기동교              | 단양군                                                         | 대강면        |                                 | 국도 제5, 36호선 구간 |
| 죽령역입구                   | 단양군                                                         | 대강면        | 용부원2길                       | 국도 제5, 36호선 구간 |
| 단양 나들목 (대강 교차로)    | 단양군                                                         | 대강면        | 55호선 중앙고속도로             | 국도 제5, 36호선 구간 |
| 단양로와 직결                |                                                                |               |                                 |                       |

## 주요 건물 및 시설
- 창락1리마을회관 (경상북도 영주시 풍기읍 죽령로 1358)
- 인삼박물관 (경상북도 영주시 풍기읍 죽령로 1378)
- 풍기온천수련원우체국 (경상북도 영주시 풍기읍 죽령로 1396)
- 소백산풍기온천리조트 (경상북도 영주시 풍기읍 죽령로 1400)
- 죽령휴게소 (충청북도 단양군 대강면 죽령로 2150)